# Wolfgang Pauli

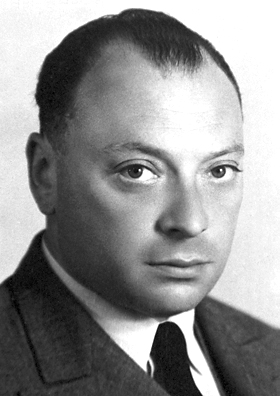
Wolfgang Pauli (1945)

Wolfgang Ernst Pauli (* 25. April 1900 in Wien, Österreich-Ungarn; † 15. Dezember 1958 in Zürich, Schweiz) war ein österreichischer Wissenschaftler und Nobelpreisträger, der zu den bedeutendsten Physikern des 20. Jahrhunderts zählt. Er formulierte 1925 das später nach ihm benannte Pauli-Prinzip, das eine quantenmechanische Erklärung des Aufbaus eines Atoms darstellt und weitreichende Bedeutung auch für größere Strukturen hat.

## Leben

### Werdegang
Pauli wurde in Wien als Sohn eines Arztes und Universitätsprofessors für Kolloidchemie, Wolfgang Josef Pauli (1869–1955), geboren, der aus einer jüdischen Prager Verleger-Familie stammte, aber zum Katholizismus konvertiert war (sein ursprünglicher Name war Wolf Pascheles). Seine Mutter Berta „Maria“ war Journalistin und Frauenrechtlerin. Pauli hatte eine Schwester, Hertha Pauli, die Schauspielerin und Schriftstellerin war. Mit zweitem Vornamen wurde Pauli nach seinem Taufpaten, dem Physiker Ernst Mach benannt, von dem Pauli später auch beeinflusst wurde.
Bereits auf dem Gymnasium in Wien (BG XIX, Gymnasiumstraße 83, 1190 Wien) galt Pauli als mathematisches Wunderkind. 1918 veröffentlichte er gleich nach der Matura seine erste Arbeit über Hermann Weyls Erweiterung von Albert Einsteins Allgemeiner Relativitätstheorie (Weyls Buch Raum-Zeit-Materie war im gleichen Jahr gerade erschienen).
Ab 1919 studierte er Physik an der Ludwig-Maximilians-Universität München bei Arnold Sommerfeld, wo er in kürzestmöglicher Zeit 1921 mit einer Arbeit über das Wasserstoffmolekül-Ion (das einfachste Molekül) summa cum laude promoviert wurde. Eine Theorie, die alle Phänomene erklärte, war noch nicht entwickelt und das Ergebnis war aus seiner Sicht eine Enttäuschung, zeigte es doch deutlich die Grenzen des Bohrschen Atommodells, an dem er auch 1921/22 als Assistent von Max Born in Göttingen weiterarbeitete (Anwendung der Methoden der Himmelsmechanik, insbesondere der Störungstheorie, wie sie Born in seinem Buch Atomphysik darstellt). 1922/23 ging er für ein weiteres Jahr zu Niels Bohr nach Kopenhagen. 1923 bis 1928, also in der entscheidenden „Sturm-und-Drang-Zeit“ der Quantenmechanik, war er Professor in Hamburg. Die Hamburger Zeit betrachtete er im Rückblick als die wohl glücklichste Zeit seines Lebens, sicher auch deswegen, weil er hier in dem Physiker Otto Stern, dem Mathematiker Erich Hecke und dem Astronomen Walter Baade gleichgesinnte Kollegen fand, mit denen er den wissenschaftlichen und freundschaftlichen Austausch pflegen konnte.

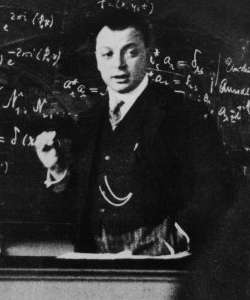
Wolfgang Pauli bei einer Vorlesung in den 1920er Jahren

1928 wechselte Pauli an die ETH in Zürich. Ab 1935 arbeitete er intermittierend in den USA, wo er u. a. 1935/36 am Institute for Advanced Study in Princeton forschte und wo er ab 1940 und während des Zweiten Weltkriegs wieder war. Nach dem Anschluss Österreichs wurde er automatisch deutscher Staatsbürger. Er stellte daraufhin einen Antrag auf Einbürgerung in die Schweiz, der abgelehnt wurde. Nach Beginn des Zweiten Weltkrieges stellte Pauli einen zweiten Einbürgerungsantrag. Auch dieser wurde abgewiesen.
Pauli schrieb daraufhin im Mai 1940 einen Brief an Frank Aydelotte, den Direktor des Institute for Advanced Studies in Princeton, in dem er schilderte, dass er nach deutschem Recht als „Dreiviertel-Jude“ gelte und im Falle einer zu befürchtenden deutschen Invasion der Schweiz auch eine entsprechende Behandlung zu befürchten habe. In einem solchen drohenden Fall würde er auf jeden Fall versuchen, nach Frankreich zu fliehen, um nach Amerika zu gelangen. Pauli lehrte am Institute for Advanced Study, wo er damals und auch mehrmals später Mitglied war, und an der Princeton University und war 1942 Gastprofessor an der Purdue University. Seine Professur an der ETH Zürich behielt er aber nach wie vor bei.

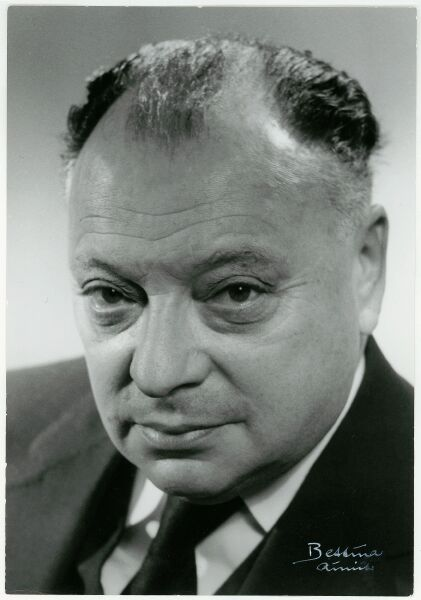
Wolfgang Pauli

In den USA arbeitete er nicht an kriegswichtigen Projekten mit. Als sein Rockefeller-Stipendium, mit dem er sich ab 1940 finanzierte, 1942 reduziert wurde, bemühte er sich allerdings, in kriegsbedingte Projekte einbezogen zu werden, und wandte sich an Robert Oppenheimer, der ihm allerdings in einem merkwürdigen Antwortbrief davon abriet und ihm den Vorschlag machte, stattdessen die Fahne der Grundlagenforschung hochzuhalten und auch Artikel aus seiner eigenen Feder unter dem Namen von Kollegen wie Hans Bethe, Edward Teller und Robert Serber, die an geheimer Forschung arbeiteten, zu veröffentlichen, um das Misstrauen der Deutschen über das Versiegen wissenschaftlicher Publikationen dieser Wissenschaftler zu dämpfen. Oppenheimer begründete den merkwürdigen Vorschlag mit dem bekannten Hang Paulis zu Burlesken, Pauli lehnte aber ab. 1946 wurde er amerikanischer Staatsbürger, ging aber im selben Jahr zurück an die ETH in Zürich. Dort hatte man ihm zwar seine Professorenstelle zunächst noch freigehalten, es gab aber Widerstände wegen seiner Abwesenheit, und einflussreiche Kräfte in der Schweiz wollten seine Kündigung. Schon während des Krieges hatte sich dazu ein bitterer Briefwechsel mit Pauli entsponnen, der sich dagegen wehrte. Das endete, als bekannt wurde, dass Pauli den Nobelpreis erhalten würde, und er konnte 1946 auf seinen Lehrstuhl an der ETH Zürich zurückkehren. 1949 wurde er endlich Schweizer Staatsbürger. Auch in den 1950er Jahren kehrte er regelmäßig zu Gastvorlesungen nach Princeton zurück. Pauli war an der Gründung des CERN beteiligt. 1958 starb er überraschend an einem Pankreas-Krebs in einem Zürcher Spital in einem Zimmer mit der Nummer „137“, was er bei seiner Einweisung dort als schlechtes Omen angesehen hatte (siehe Wert der Feinstrukturkonstante).

### Persönlichkeit
Pauli war ein ausgesprochener „Gesellschaftsmensch“. Er war schon in seiner Studienzeit bekannt dafür, dass er sich gerne bis spät in die Nacht in verschiedenen Kneipen aufhielt und deswegen oft erst spät am nächsten Morgen zur Arbeit erschien. In seiner Jugendzeit war Pauli strikter Abstinenzler gewesen. Er war jedoch in seiner Hamburger Zeit im Zusammensein mit seinen Freunden, dem Astronomen Walter Baade, dem Physiker Otto Stern und dem Mathematiker Erich Hecke auf einen anderen Geschmack gekommen und meinte dazu später: „Als ich nach Hamburg kam, wechselte ich unter dem Einfluss von Stern direkt vom Mineralwasser zum Champagner.“ In Hamburg war er ein häufiger Besucher des Nachtlebens auf St. Pauli und war dort auch in Streitigkeiten verwickelt, da er unter zu viel Alkoholeinfluss die Kontrolle verlor. Sein Göttinger Mentor Max Born schrieb im Jahr 1920 über seinen ehemaligen Assistenten an Einstein: „Der Bericht über den ‚kleinen Pauli‘ ist nicht ganz vollständig. Ich erinnere mich, dass er lange zu schlafen liebte und mehr als einmal die Vorlesung um 11 Uhr verpasste. Wir schickten dann unser Hausmädchen um halb 11 zu ihm, um sicher zu sein, dass er auf sei. Er war ohne Zweifel ein Genius ersten Ranges; aber meine Besorgnis‚ einen so guten Assistenten werde ich nie mehr kriegen, war doch unberechtigt. Sein Nachfolger Heisenberg war ebenso genial und dabei gewissenhafter: ihn brauchten wir nicht wecken zu lassen oder sonst an seine Pflichten erinnern.“ Der so beschriebene Werner Heisenberg erhielt 1932 den Nobelpreis für Physik.
Was Physik betrifft, war Pauli als Perfektionist bekannt. Dies beschränkte sich nicht nur auf seine eigene Arbeit, sondern er geißelte auch Fehler seiner Fachkollegen unerbittlich. So wurde er zum Gewissen der Physik, bezeichnete Arbeiten oft unverblümt als „ganz falsch“ oder steigerte seine Ablehnung etwa wie folgt: „Das ist nicht nur nicht richtig, es ist nicht einmal falsch!“ In Kollegenkreisen kursierten deshalb Witze wie etwa der folgende: „Nach Paulis Tod gewährte Gott ihm eine Audienz. Pauli fragte Gott, warum die Feinstrukturkonstante den Wert 1/137 habe. Gott nickte, ging zur Tafel und begann, Gleichung nach Gleichung in rasender Geschwindigkeit abzuleiten. Pauli sah zunächst mit großer Genugtuung zu, aber bald schon begann er heftig und entschieden, seinen Kopf zu schütteln …“ Bei einer Faust-Parodie, die die Physiker des Niels-Bohr-Instituts 1932 in Kopenhagen unter Leitung von dessen Autor Max Delbrück aufführten (das Skript hatte Illustrationen von George Gamow), standen Bohr für Gott (gespielt von Felix Bloch) und Pauli für Mephistopheles (gespielt von Léon Rosenfeld), das Neutrino war Gretchen.

#### Persönliche Probleme und Ehen
Die Zeit Ende der 1920er Jahre war geprägt von persönlichen Problemen. Seine Mutter beging 1927 aufgrund einer Affäre seines Vaters Selbstmord, und mit der zweiten Frau seines Vaters kam er nicht zurecht. Pauli trat aus der katholischen Kirche aus, ging eine kurze Ehe mit einer Tänzerin ein und hatte Alkoholprobleme. Er begab sich von 1932 bis 1934 in psychoanalytische Behandlung bei einer Assistentin von Carl Gustav Jung, Erna Rosenbaum (1897–1957), einer englischen Ärztin, die sich gerade dem Kreis C. G. Jungs angeschlossen hatte. Erst die 1934 geschlossene Ehe mit Franziska „Franca“ Bertram (1901–1987) brachte Ruhe in sein Leben. Sie hatten keine Kinder.

#### Verhältnis zu seinen Kollegen
Pauli war gefürchtet und berüchtigt wegen seiner oft schonungslos und respektlos auch gegenüber Freunden oder Fachautoritäten vorgetragenen Kritik. So schrieb er 1929 über die Arbeiten Albert Einsteins an seinen Kollegen Pascual Jordan in Hamburg: „Einstein soll im Berliner Kolloquium schrecklichen Quatsch über einen Fernparallelismus verzapft haben!“ und rezensierte 1931 dessen erneuten Versuch der Konstruktion einer vereinheitlichten Feldtheorie: „Es ist schon eine kühne Tat der Redaktion, ein Referat über eine neue Feldtheorie Einsteins unter die Ergebnisse der exakten Naturwissenschaften aufzunehmen. Beschert uns doch seine nie versagende Erfindungsgabe sowie seine hartnäckige Energie beim Verfolgen eines bestimmten Zieles in letzter Zeit durchschnittlich etwa eine solche Theorie pro Jahr – wobei es psychologisch interessant ist, dass die jeweilige Theorie vom Autor gewöhnlich eine Zeitlang als die ‚definitive Lösung‘ betrachtet wird.“ Mit seinem Kollegen Paul Ehrenfest, der wie Pauli einen Artikel in der Enzyklopädie der mathematischen Wissenschaften verfasst hatte, verband ihn eine herzliche Freundschaft, die die beiden aber nicht am Austausch bissiger Bonmots hinderte:
Ehrenfest: „Herr Pauli, Ihr Enzyklopädieartikel gefällt mir besser als Sie selbst!“, daraufhin Pauli: „Das ist doch komisch, mir geht es mit Ihnen gerade umgekehrt!“
Auch sonst machte Pauli gerne amüsierte oder maliziöse Kommentare über seine Kollegen. Über seinen Assistenten Rudolf Peierls meinte er: „Der Peierls, der spricht so schnell; bis man verstanden hat, was er sagt, behauptet er schon das Gegenteil!“ Eine andere Anekdote berichtet davon, dass der immer optimistische Werner Heisenberg seine von ihm aufgestellte Einheitliche Feldtheorie – über die er mit Pauli diskutiert hatte, der sich aber zunehmend davon distanzierte – im Radio als „Heisenberg-Pauli-Theorie“ vorstellte und sagte, sie stünde kurz vor der Vollendung, es fehlten „nur ein paar Details“. Pauli schickte darauf an George Gamow am 1. März 1958 eine Postkarte, auf der nur ein Quadrat gezeichnet war mit der Bemerkung „Das soll der Welt zeigen, dass ich malen kann wie Tizian.“ Darunter stand in kleiner Schrift: „Es fehlen nur die technischen Details.“
Die einzige Person, die er von seiner Kritik ausnahm, war sein Lehrer Arnold Sommerfeld, den er verehrte und in dessen Gegenwart er wie ausgewechselt war: Er sprach ihn mit Herr Geheimrat an und war äußerst zuvorkommend und diplomatisch, wenn er eine abweichende Meinung formulierte.
Berüchtigt war Pauli bei Experimentalphysikern für seine handwerkliche Ungeschicklichkeit, ja sie argwöhnten sogar im Scherz, dass seine bloße Anwesenheit im Raum oder auch nur in derselben Stadt Laborgeräte zum Versagen brachte (oft thematisiert: „Pauli-Effekt“ genannt). Pauli besuchte in Wien das Bundesgymnasium XIX. In seiner Klasse war Richard Kuhn, der 1938 den Nobelpreis für Chemie erhielt. Man erzählt sich, dass in einer Physikstunde der Professor an der Tafel einen Fehler machte, diesen jedoch auch nach langem Suchen nicht fand. Zur großen Erheiterung der Klasse habe er dann verzweifelt gerufen: „Pauli, jetzt sagen Sie mir schon, wo der Fehler liegt, Sie wissen es doch längst.“
Paulis Kritik hatte bisweilen aber auch negative Folgen, in mehr als einem Fall hinderte sie andere Physiker, die sich auf sein Urteil verließen, an der Publikation bedeutender Resultate. Bekannt ist der Fall von Ralph Kronig im Fall des Spins.

### Der Pauli-Jung-Dialog
Pauli war mit dem Tiefenpsychologen Carl Gustav Jung befreundet und diskutierte mit ihm dessen Arbeiten. Jung war an Paulis reichhaltigen Traum-Erfahrungen interessiert und Pauli regte der Kontakt mit Jung umgekehrt zu wissenschaftshistorischen und wissenschaftsphilosophischen Arbeiten an. Im Briefwechsel der beiden Forscher während der Jahre von 1932 bis 1958 wird deutlich, dass Wolfgang Pauli großen Anteil an der Konzeption des Begriffes Synchronizität hat, wie er von C. G. Jung eingeführt wurde, und darüber hinaus an der Konkretisierung der für Jungs Werk zentralen Begriffe des kollektiven Unbewussten sowie der Archetypen. Pauli interessierte sich besonders für die Genese von Johannes Keplers Ideen. Die bisherige Untersuchung seiner Aufzeichnungen belegt, dass Paulis Auseinandersetzung mit diesen Themen nicht einem rein akademischen Interesse entsprang, sondern in tiefgehendem eigenen Erleben wurzelte – der existentiellen Auseinandersetzung mit dem archetypischen „Geist der Materie“.
Pauli war auch nach seiner Scheidung in den 1930er Jahren bei Jung aufgrund von Beziehungs- und Alkoholproblemen in psychoanalytischer Behandlung, die 1934 abgeschlossen wurde. Die Behandlung übernahm er nach ersten Sitzungen, in denen er Pauli als ernsthaft gefährdet erkannte aufgrund einseitiger intellektueller Ausrichtung und Verlust des Kontakts zu seinem Gefühlsleben, nicht selbst, sondern beauftragte damit seine junge Schülerin Erna Rosenbaum. Der Grund war, dass er Paulis Träume, die nach Jung an Archetypen reich waren, unbeeinflusst von seinem (Jungs) eigenem Vorwissen aufgezeichnet haben wollte. Später diskutierte er die Traum-Archetypen allerdings mit Pauli persönlich. Nach dem Krieg nahm Pauli den Dialog mit Jung wieder auf, teilte mit diesem ein Interesse an Alchemie und hatte außerdem enge wissenschaftliche Kontakte zur Jung-Schülerin Marie-Louise von Franz. Diese war auch zeitweise seine Psychoanalytikerin.

## Werk
Pauli lieferte viele wesentliche Beiträge zur modernen Physik, speziell auf dem Gebiet der Quantenmechanik. Sein Perfektionsdrang führte dazu, dass er vor der Publikation zögerte und seine Resultate stattdessen in intensiven Briefwechseln mit seinen Kollegen, insbesondere mit Niels Bohr, Werner Heisenberg (der seinerseits seine meisten Arbeiten vor der Publikation Pauli vorlegte) und Pascual Jordan, mit denen er eng befreundet war, weitergab (von ihm sind „nur“ 93 Artikel und 11 Bücher, aber über 2000 wissenschaftliche Briefe erhalten). Dass seine Ergebnisse so in die „Folklore“ der Physik eingingen, reichte Pauli oft völlig aus („Ich kann es mir leisten, nicht zitiert zu werden“). Wichtige Arbeiten sind u. a.:
- 1920: sein Artikel Relativitätstheorie in der Enzyklopädie der mathematischen Wissenschaften, der später auch separat in Buchform herausgegeben wurde. Diese Arbeit machte ihn in der Sommerfeld-Schule zur Legende. Er zeigte eine für einen Studenten außergewöhnliche „Beherrschung“ und Kenntnis der Literatur. Der selbstkritische Pauli warf sich allerdings später vor, wichtige Dinge wie die Bianchi-Identität, die in der Allgemeinen Relativitätstheorie die Energieerhaltung ausdrückt, übersehen zu haben.
- 1924 (Naturwissenschaften, Bd. 12): Entdeckung des Kernspins zur Erklärung der Hyperfeinstruktur der Atomspektren.
- 1925 (Zeitschrift für Physik, Bd. 31, 1925, S. 765): Pauli führt einen neuen Freiheitsgrad in der Quantenmechanik ein, um bestehende Inkonsistenzen bei der Interpretation von beobachteten Atomspektren zu eliminieren. Dieser Freiheitsgrad wird 1925 von George Eugene Uhlenbeck und Samuel Abraham Goudsmit als Elektronenspin identifiziert. Pauli formuliert damit sein Ausschließungsprinzip, das wohl seinen wichtigsten Beitrag zur Quantenmechanik darstellt. In ihm drückt sich die Fermi-Dirac-Statistik aus: Zwei Fermionen können nicht im selben Quantenzustand sein (allerdings haben sie wegen des Spins, der „up“ oder „down“ sein kann, für jedes Energieniveau zwei Besetzungsmöglichkeiten). Letztlich liegt in diesem Verhalten der Fermionen der Grund, warum Materie nicht in sich zusammenfällt. Außerdem lassen sich so die „magischen Zahlen“ im Periodensystem durch die Besetzung der Elektronenschalen erklären. Der Weg zum Ausschließungsprinzip wird von Pauli in seinem Nobelvortrag geschildert.
- 1926 (Zeitschrift für Physik, Bd. 36, 336): Kurz nach der Veröffentlichung der Heisenbergschen Matrizendarstellung der Quantenmechanik löst Pauli darin den schwierigen Fall des Wasserstoffatoms, also den grundlegenden Fall der Atomphysik. Dies trägt entscheidend zur Akzeptanz der Heisenbergschen Theorie bei. Auch in der Diskussion zwischen Heisenberg und Bohr um die Interpretation der Quantenmechanik beteiligte er sich als „Schiedsrichter“ und klärende Kraft.
- 1927 (Zeitschrift für Physik, Bd. 43, S. 601, Zur Quantenmechanik des magnetischen Elektrons): Pauli führt die Pauli-Matrizen ein, um den Spin von Elektronen zu beschreiben.
- 1927 (Zeitschrift für Physik, Bd. 41, 1927, S. 81–102, Über Gasentartung und Paramagnetismus): Theorie des Paramagnetismus, eine wichtige Pionierarbeit in der Quantentheorie des Festkörpers.
- 1930 (offener Brief an Lise Meitner und die „Lieben Radioaktiven Damen und Herren“ auf einer Tagung in Tübingen): Pauli postuliert das Neutrino. Er erkannte, dass Energieerhaltungssatz und Impulserhaltungssatz beim radioaktiven Betazerfall nur dann erfüllt sind, wenn bei der Umwandlung eines Neutrons in ein Proton und ein Elektron zusätzlich ein drittes Teilchen entsteht. Da niemand zu diesem Zeitpunkt dieses Teilchen nachweisen konnte, postulierte Pauli ein unbekanntes Teilchen. Der italienische Physiker Enrico Fermi nannte das Teilchen später „kleines Neutron“: Neutrino. Empirisch nachgewiesen wurde das Neutrino erst 1956.
- 1933 schrieb er den Band Die allgemeinen Prinzipien der Wellenmechanik für das Handbuch der Physik, für das er schon 1926 den Artikel Quantentheorie über die ältere Quantentheorie verfasst hatte. Beide Artikel waren in Buch-Umfang. Pauli nannte sie später sein Altes und Neues Testament.
- Ebenfalls in den 1930er und 1940er Jahren war Pauli ein Pionier der Quantenfeldtheorie. Hier arbeitete er mit Werner Heisenberg, Victor Weisskopf und Pascual Jordan zusammen. Mit Felix Villars fand er eine Methode zur Regularisierung der Unendlichkeiten in der Quantenfeldtheorie, die Pauli-Villars-Regularisierung (Reviews of Modern Physics 1949). Seine Vorlesungen über Feldquantisierung von 1950/51 waren damals einflussreich.
- 1940 (Physical Review, Bd. 58, 716): Allgemeiner Beweis des Spin-Statistik-Theorems in der relativistischen Quantenfeldtheorie. Damit fand er den tieferen Grund für die Gültigkeit seines Ausschließungsprinzips.
- 1946 verfasste er ein Werk über die Mesonentheorie der Kernkräfte (Meson theory of nuclear forces, Interscience 1946, 1948), ein Thema, mit dem er sich bei seinem Aufenthalt in den USA während des Zweiten Weltkriegs hauptsächlich beschäftigt hatte.
- 1955 (in W. Pauli (Hrsg.): Niels Bohr and the development of physics.) Beweis, dass die kombinierten Symmetrieoperationen P (Raumspiegelung), C (Ladungskonjugation) und T (Zeitumkehr) eine Symmetrie der relativistischen Quantenfeldtheorie sind (CPT-Theorem). Als dann 1957 entdeckt wurde, dass in der schwachen Wechselwirkung P verletzt wird, war das für Pauli ein Schock.

In späteren Jahren kam er auch auf die Allgemeine Relativitätstheorie zurück und arbeitete an Kaluza-Klein-Theorien. Auch seine ETH-Vorlesungen aus den 1950er Jahren fanden weite Verbreitung.
Seine Assistenten waren u. a. Ralph Kronig, Felix Bloch, Rudolf Peierls, Hendrik Casimir, Markus Fierz, Josef-Maria Jauch, Nicholas Kemmer, Victor Weisskopf, Charles Enz, Res Jost. Robert Oppenheimer war ein Schüler von ihm.

## Auszeichnungen
- 1931 erhielt er die Lorentz-Medaille.
- 1932 hielt er einen Plenarvortrag auf dem Internationalen Mathematikerkongress in Zürich (Mathematische Methoden der Quantenmechanik).
- 1945 erhielt Pauli den Nobelpreis für Physik in Würdigung seiner Formulierung des Ausschließungsprinzips.
- 1950 wurde er in die American Academy of Arts and Sciences sowie als Korrespondierende Mitglied in die Bayerische Akademie der Wissenschaften gewählt.[23]
- 1958 wurde ihm die Max-Planck-Medaille verliehen.
- 1958 Wahl zum auswärtigen Mitglied der Königlich Niederländischen Akademie der Wissenschaften.

An der ETH Zürich finden jedes Jahr „Wolfgang-Pauli-Vorlesungen“ statt.
Im Jahr 1969 wurde in Wien-Penzing (14. Bezirk) die Wolfgang-Pauli-Gasse nach ihm benannt.

Die Wolfgang-Pauli-Strasse führt durch den Campus Hönggerberg der ETH Zürich.
Nach Wolfgang Pauli sind ein Mondkrater und seit 2000 der Asteroid (13093) Wolfgangpauli benannt.
An der Universität Hamburg ist der größte Hörsaal der Physikalischen Institute nach Wolfgang Pauli benannt.

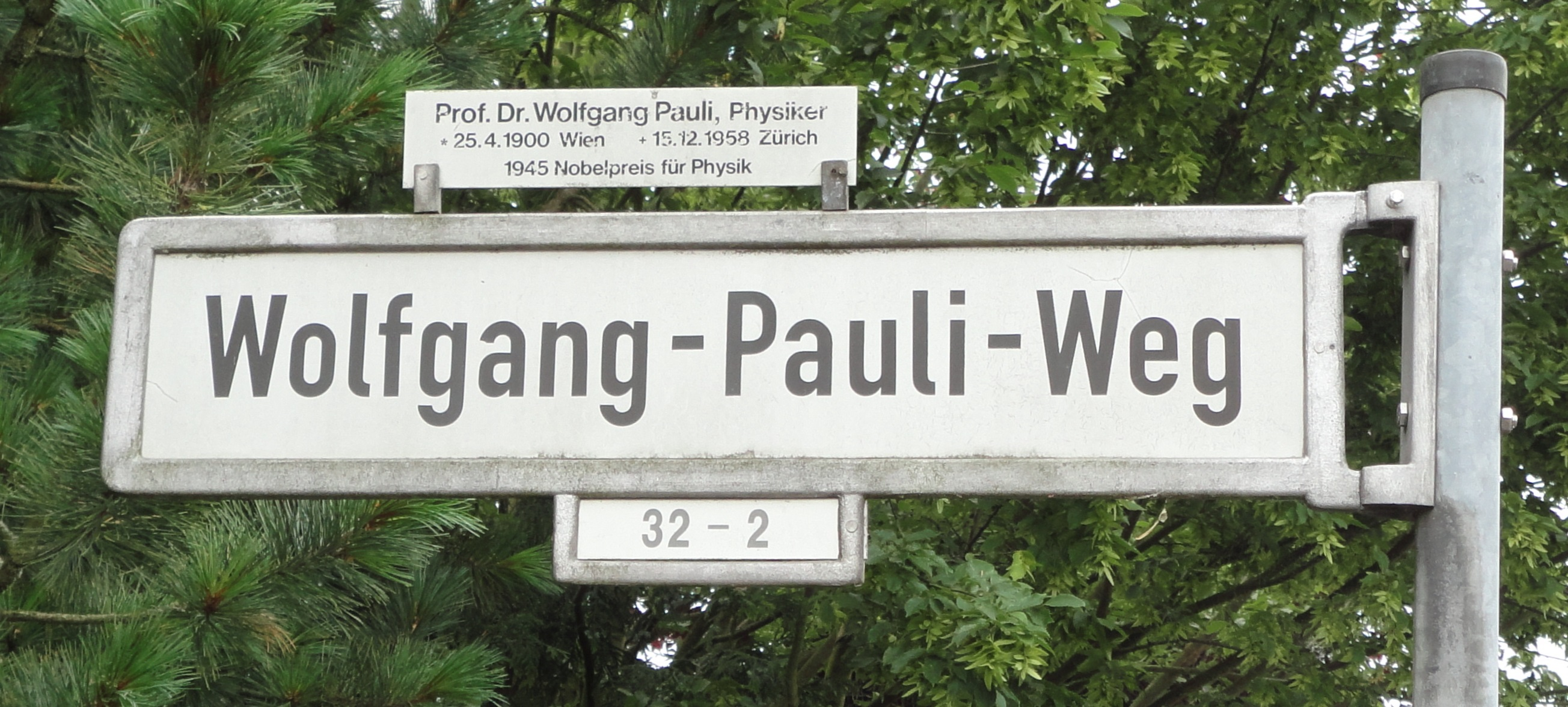
Wolfgang-Pauli-Weg in Göttingen
Wolfgang Pauli bei der ETH Zürich, Büste von Otto Charles Bänninger
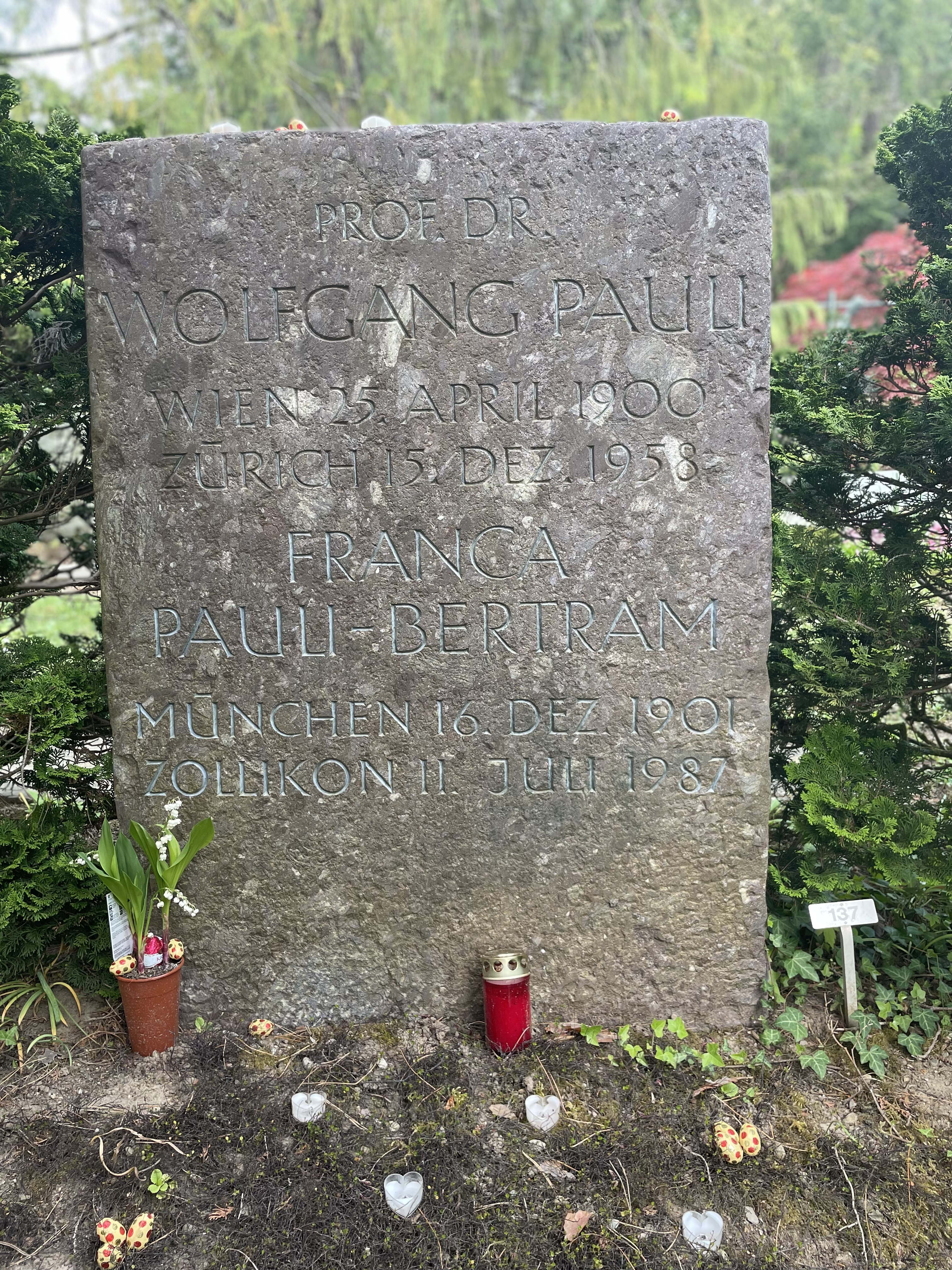
Paulis Grabstein auf dem Friedhof von Zollikon

## Zitate
„Ich wusste, dass er ein Genie war, nur vergleichbar mit Einstein. Als Wissenschaftler war er sogar größer als Einstein. Aber er war ein völlig anderer Typ Mensch, der in meinen Augen nicht Einsteins Größe erreichte.“

„Er ist außerordentlich klug und kann sehr viel, einen so guten Assistenten werde ich nie mehr kriegen.“

## Trivia
Dem Roman Gehen, ging, gegangen von Jenny Erpenbeck ist ein Zitat von Wolfgang Pauli vorangestellt: „Gott schuf das Volumen, der Teufel die Oberfläche.“
Wolfgang Pauli war in seiner Gymnasialzeit ein Klassenkamerad von Richard Kuhn, wodurch sich das Kuriosum ergibt, dass aus ein und derselben Klasse zwei Nobelpreisträger hervorgingen.

### Eigene Schriften und Briefe
- Wolfgang Pauli: Collected works. In zwei Bänden herausgegeben von Kronig und Weisskopf, Wiley, New York 1964.
- Derselbe: Lectures on physics. 6 Bde., MIT press 1973; auch deutsch, ETH Selbstverlag (u. a. Wellenmechanik, Feldquantisierung, Optik und Elektrodynamik, Thermodynamik und kinetische Gastheorie).
- Karl von Meyenn, Victor Weisskopf, Armin Hermann: Wolfgang Pauli – Wissenschaftlicher Briefwechsel. Mehrere Bde., Springer Verlag, Berlin etc. 1979 ff.
- Pauli: Die Prinzipien der Wellenmechanik. Neuausgabe. Springer Verlag, 1990.
- Pauli: Die Relativitätstheorie. Springer Verlag, 2000 (herausgegeben von Giulini), ISBN 3-540-67312-1.
- Pauli: Fünf Arbeiten zum Ausschliessungsprinzip und zum Neutrino. Neudruck, Wissenschaftliche Buchgesellschaft, Darmstadt 1977.

### Biographische Sekundärliteratur
- Charles P. Enz, Karl v. Meyenn (Hrsg.): Wolfgang Pauli – Das Gewissen der Physik. Vieweg Verlag, 1988 (mit Nachdruck einiger Arbeiten Paulis und Bibliographie).
- Charles P. Enz, Beat Glaus, Gerhard Oberkofler (Hrsg.): Wolfgang Pauli und sein Wirken an der ETH Zürich. Aus den Dienstakten der Eidgenössischen Technischen Hochschule. Vdf. Hochschul-Verlag an der ETH, Zürich 1997.
- Charles P. Enz: Pauli hat gesagt. Biographie. NZZ LIBRO, Zürich 2005, ISBN 3-03823-144-4.
- Derselbe: No time to be brief – a scientific biography of Wolfgang Pauli. Oxford University Press 2002.
- Derselbe: Paulis scientific work. In: J. Mehra (Hrsg.): The physicists concept of nature. Reidel, Dordrecht 1973.
- Derselbe: Wolfgang Pauli. In: Physik in unserer Zeit. Bd. 31, 2000, S. 268.
- Markus Fierz, Victor Frederick Weisskopf (Hrsg.): Theoretical physics in the twentieth century – a memorial volume to Wolfgang Pauli. Interscience Publishers, New York 1960, OCLC 864453.
- M. Fierz: Pauli, Wolfgang. In: Charles Coulston Gillispie (Hrsg.): Dictionary of Scientific Biography. Band 10: S. G. Navashin – W. Piso. Charles Scribner’s Sons, New York 1974, S. 422–425.
- Ernst Peter Fischer: An den Grenzen des Denkens, Wolfgang Pauli – Ein Nobelpreisträger über die Nachtseiten der Wissenschaft. Verlag Herder, Freiburg im Breisgau 2000, ISBN 3-451-04842-6.
- Karl von Meyenn: Pauli´s Weg zum Ausschließungsprinzip. Teil 1, 2, Phys. Blätter, Band 36, 1980, S. 293–298, Band 37, 1981, S. 13–19, Teil 1, Teil 2.
- Karl von Meyenn, Engelbert Schücking: Wolfgang Pauli. Physics Today, Februar 2001, S. 43–48, Online.
- Manfred Jacobi: Von antimetaphysischer Herkunft. Zum 100. Geburtstag von Wolfgang Pauli. Phys. Blätter, Band 56, 2000, S. 57–60, Online.
- Pascual Jordan: Erinnerungen an Wolfgang Pauli. Phys. Blätter, Band 29, 1973, S. 291–298.
- Karl von Meyenn, Armin Hermann: Wolfgang Paulis Beitrag zur Göttinger Quantenmechanik. Phys. Blätter, Band 32, 1976, S. 145–150, Online.
- Karl von Meyenn: Pauli, Wolfgang. In: Neue Deutsche Biographie (NDB). Band 20, Duncker & Humblot, Berlin 2001, ISBN 3-428-00201-6, S. 118–121 (Digitalisat).
- Pascual Jordan: Begegnungen – Albert Einstein, Karl Heim, Hermann Oberth, Wolfgang Pauli, Walter Heitler, Max Born, Werner Heisenberg, Max von Laue, Niels Bohr. Stalling, Oldenburg 1971, ISBN 3-7979-1934-4.
- Norbert Straumann: Wolfgang Pauli and Modern Physics. Konferenz The Nature of Gravity. Bern 2008, Arxiv.

### Zu seinen philosophischen Arbeiten
- Wolfgang Pauli: Der Einfluss archetypischer Vorstellungen auf die Bildung naturwissenschaftlicher Theorien bei Kepler. Veröffentlicht in Jung/Pauli: Naturerklärung und Psyche. Rascher Verlag, Zürich 1952.
- C. A. Meier (Hrsg.): Wolfgang Pauli und C. G. Jung. Ein Briefwechsel 1932–1958. Springer, Berlin 1992, ISBN 3-540-54663-4.
  - Englisch: Routledge, London u. a. 2001, ISBN 0-415-12078-0.
- Harald Atmanspacher, Hans Primas: Der Pauli-Jung-Dialog und seine Bedeutung für die moderne Wissenschaft. Springer, Heidelberg 1995, ISBN 3-540-58518-4.
- Harald Atmanspacher, Hans Primas: Recasting Reality – Wolfgang Pauli’s Philosophical Ideas and Contemporary Science. Springer-Verlag, 2009, ISBN 978-3-540-85197-4.
- Herbert van Erkelens: Wolfgang Pauli und der Geist der Materie. Königshausen & Neumann, 2002, ISBN 3-8260-2222-X.
- Tom Keve: Triad: the physicists, the analysts, the kabbalists. Rosenberger & Krausz, London 2000, ISBN 0-9536219-0-1 (historical fiction).
- Suzanne Gieser: The Innermost Kernel. Depth Psychology and Quantum Physics. Wolfgang Pauli's Dialogue with C.G. Jung. Springer, 2005, ISBN 3-540-20856-9.
- Kalervo V. Laurikainen: The Message of the Atoms: Essays on Wolfgang Pauli and the Unspeakable. Springer, Heidelberg 1997, ISBN 3-540-61754-X.
- Derselbe: Beyond the atom – philosophical thought of Wolfgang Pauli. Springer Verlag, 1988, ISBN 3-540-19456-8.
- Arthur I. Miller: 137. C. G. Jung, Wolfgang Pauli und die Suche nach der kosmischen Zahl. Deutsche Verlagsanstalt, München 2011, ISBN 978-3-421-04290-3.
- Remo F. Roth: Return of the World Soul, Wolfgang Pauli, C.G. Jung and the Challenge of Psychophysical Reality [unus mundus], Part 1: The Battle of the Giants. Pari Publishing, 2011, ISBN 978-88-95604-12-1.
- Remo F. Roth: Return of the World Soul, Wolfgang Pauli, C.G. Jung and the Challenge of Psychophysical Reality [unus mundus], Part 2: A Psychophysical Theory. Pari Publishing, 2012, ISBN 978-88-95604-16-9.